# Vellefrey-et-Vellefrange
 Vellefrey-et-Vellefrange es una población y comuna francesa, situada en la región de Franco Condado, departamento de Alto Saona, en el distrito de Vesoul y cantón de Gy.

## Demografía
| 349 | 359 | 389 | 428 | 505 | 561 | 110 |
| Para los censos de 1962 a 1999 la población legal corresponde a la población sin duplicidades (Fuente: INSEE [Consultar]) |     |     |     |     |     |     |